# Barilius dimorphicus
Barilius dimorphicus es una especie de peces de agua dulce perteneciente a la familia Cyprinidae, cuya distribución geográfica se encuentra en la India

## Morfología
Los machos pueden llegar alcanzar los 18,5 cm de longitud total.